# Kazimiera Iłłakowiczówna
Kazimiera Iłłakowiczówna, née le 6 août 1892 à Vilnius ( Empire russe) et morte le 16 février 1983 à Poznań (Pologne), est une poétesse, prosatrice, dramaturge et traductrice polonaise. 
Elle a été l'un des poètes les plus acclamés et les plus célèbres pendant l'entre-deux-guerres en Pologne.

## Biographie

### Liens familiaux
Elle est la petite-fille du poète Thomas Zan.